# UFC Fight Night: McGregor vs. Brandão
UFC Fight Night: McGregor vs. Brandão foi um evento de artes marciais mistas promovido pelo Ultimate Fighting Championship, ocorrido em 19 de julho de 2014 na The O2 Arena em Dublin, Irlanda.

## Background
O evento será o segundo do UFC a acontecer na Irlanda, seguido do UFC 93 em 2009.
O evento principal seria entre o irlandês Conor McGregor e o americano Cole Miller nos pesos penas,mas Miller se lesionou e o Brasileiro Diego Brandão é o novo rival do irlandês na luta principal.
Ryan LaFlare era esperado para enfrentar Gunnar Nelson, porém LaFlare foi retirado do card e substituído por Zak Cummings.
Tom Lawlor era esperado para enfrentar Ilir Latifi no evento, porém, uma lesão o tirou da luta e foi substituído por Chris Dempsey.

## Bônus da noite
- Luta da Noite:  Cathal Pendred vs.  Mike King
- Performance da Noite:  Conor McGregor e  Gunnar Nelson